# Jurij Piercuch
Jurij Piercuch (ros. Юрий Перцух, ur. 13 maja 1996) – kazachski piłkarz grający na pozycji napastnika, reprezentant kraju.

## Kariera piłkarska

### Kariera klubowa
Piercuch rozpoczął karierę w 2014 roku w Bäjtereku Astana. Następnie występował w CSKA Ałmaty, Kyzyłżarze Petropawł, Akżajyku Orał, a obecnie gra w FK Astanie.

### Kariera reprezentacyjna
W reprezentacji Kazachstanu zadebiutował 23 marca 2018 roku w meczu towarzyskim przeciwko Węgrom. Dotychczas rozegrał pięć spotkań zdobywając jedną bramkę.
| Mecze i gole w reprezentacji | Mecze i gole w reprezentacji | Mecze i gole w reprezentacji | Mecze i gole w reprezentacji | Mecze i gole w reprezentacji | Mecze i gole w reprezentacji | Mecze i gole w reprezentacji |
| Kazachstan                   | Kazachstan                   | Kazachstan                   | Kazachstan                   | Kazachstan                   | Kazachstan                   | Kazachstan                   |
| Lp.                          | Data                         | Miasto                       | Przeciwnik                   | Gol                          | Wynik                        | Rozgrywki                    |
| ---------------------------- | ---------------------------- | ---------------------------- | ---------------------------- | ---------------------------- | ---------------------------- | ---------------------------- |
| 1.                           | 23.03.2018                   | Budapeszt                    | Węgry                        |                              | 3:2                          | towarzyski                   |
| 2.                           | 26.03.2018                   | Felcsút                      | Bułgaria                     |                              | 1:2                          | towarzyski                   |
| 3.                           | 19.11.2018                   | Tbilisi                      | Gruzja                       |                              | 1:2                          | LN 2018/2019                 |
| 4.                           | 21.02.2019                   | Kumköy                       | Mołdawia                     |                              | 1:0                          | towarzyski                   |
| 5.                           | 21.03.2019                   | Astana                       | Szkocja                      | Gol                          | 3:0                          | el. ME 2020                  |